# Pojarna Balka (Velîkîi Trosteaneț), Poltava
Pojarna Balka (în ucraineană Пожарна Балка) este un sat în comuna Velîkîi Trosteaneț din raionul Poltava, regiunea Poltava, Ucraina.

## Demografie
Componența lingvistică a localității Pojarna Balka
     Ucraineană (93,51%)
     Rusă (6,49%)
Conform recensământului din 2001, majoritatea populației localității Pojarna Balka era vorbitoare de ucraineană (93,51%), existând în minoritate și vorbitori de rusă (6,49%).